# Língua sedang
Sedang é uma língua Austro-Asiática falada no leste Laos e nas províncias Kon Tum, Quang Nam, Quang Ngai no centro-sul Vietnã. A língua Sedang tem o maior número de falantes de qualquer uma das línguas do grupo Bahnárico  Setentrional, grupo conhecidos pela sua gama de fonações de vogais.

## Fonologia

### Consoantes
|                |                | Labial | Alveolar | Palatal | Velar | Glotal |
| -------------- | -------------- | ------ | -------- | ------- | ----- | ------ |
| Nasal oclusiva | Nasal oclusiva | m      | n        | ɲ       | ŋ     |        |
| Plosiva        | Pré nasalizada | ᵐb     | ⁿd       | ᶮdʑ     | ᵑɡ    |        |
| Plosiva        | Não aspirada   | p      | t        | tɕ      | k     | ʔ      |
| Plosiva        | Aspirada       | pʰ     | tʰ       | tɕʰ     | kʰ    |        |
| Fricativa      | Surda          | f      | s        |         | x     | h      |
| Fricativa      | Sonora         | v      | z        |         | ɣ     |        |
| Aproximante    | Aproximante    | w      | l        | j       |       |        |

### Vogais
|              | Anterior | Central | Posterior |
| ------------ | -------- | ------- | --------- |
| Fechada      | i        |         | u         |
| Meio fechada | e        |         | o         |
| Meio aberta  | ɛ        |         | ɔ         |
| Aberta       |          | a       |           |

### Ditongos[1]
|            | Semivogal anterior | Semivogal central | Semivogal posterior |
| ---------- | ------------------ | ----------------- | ------------------- |
| /i/ Núcleo | iɛ̯, ḭɛ̯             | iə̯, ḭə̯, ĩə̯̃, ḭ̃ə̯̃    | io̯, ĩõ̯              |
| /u/ Núcleo |                    | uə̯, ṵə̯, ũə̯̃, ṵ̃ə̯̃    | uo̯, ṵo̯              |
| /e/ Núcleo |                    | eə̯, ḛə̯, ẽə̯̃, ḛ̃ə̯̃    | eo̯, ḛo̯, ḛ̃o̯          |
| /o/ Núcleo | oɛ̯, o̰ɛ̯             | oə̯, o̰ə̯, õə̯̃        |                     |

Sedang tem 24 vogais puras: 7 qualidades vocálicas, todas elas podem ser normais ([a]), nasalizadas ([ã]) e rangente ([a̰]) e três das quais / iao / podem ser tanto nasais quanto rangentes ([ã̰]). Embora não haja as distinções de extensão de outras línguas Bahnáricas Setentrionais, tem mais ditongos entre 33 e 55 sons vogais. (O conjunto acima apresentado tem 50.) Sedang é assim, por vezes, reivindicado ter o maior inventário de vogais no mundo. No entanto, outras línguas Bahnáricas têm mais qualidades vocálicas (Bahnar, por exemplo, tem 9), além da exetensão da vogal fonêmica, de modo que a linguagem com o registro depende muito de como as línguas são descritas e as vogais distintas são definidas.